# 35e armée (Russie)
Pour l’article homonyme, voir 35e armée (Japon).
La 35e armée est une grande unité soviétique qui monte la garde en Extrême-Orient russe face aux Japonais, de 1941 à 1945, puis participe à l'offensive soviétique de Mandchourie.
En 1969, la 35e armée combinée du Drapeau rouge (en russe 35-я общевойсковая Краснознамённая армия ; en abrégé 35 ОА) est recréée au sein de l'armée de Terre soviétique, affectée à l'Extrême-Orient russe. Depuis 1992 elle est une des armées russes, elle fait actuellement partie du district militaire est.

## Seconde Guerre mondiale
La 35e armée soviétique est créée en juillet de 1941 en Extrême-Orient russe. Elle comprend les 35e (en), 66e et 78e divisions de fusiliers, ainsi que la 109e région fortifiée et défend la frontière soviétique dans le kraï du Primorié, au sein du front d'Extrême-Orient. 
Le 1er mai 1945, la 35e armée rejoint le groupe des forces maritimes. Le 5 août 1945 elle participe à l'offensive soviétique de Mandchourie avec les 66e, 264e et 363e divisions de fusiliers, ainsi que les 109e et 8e régions fortifiées, les 125e, 208e et 209e brigades de chars,.

### Liste des commandants
- 1941 - 1945 : major-général Vladimir Zaïtsev
- 1945 : lieutenant-général Nikanor Zakhvataïev

## Seconde formation
En 1966, la montée des tensions entre l'Union des républiques socialistes soviétiques et la République populaire de Chine entraîne le renforcement des forces soviétiques affectées le long de la frontière sino-soviétique. Le 29e corps d'armée est déplacé du Nord Caucase en Extrême-Orient russe, puis est renforcé jusqu'à être renommé « 35e armée combinée » le 25 juin 1969, avec son état-major à Belogorsk, dans l'oblast de l'Amour.
En décembre 1991, la CEI remplace l'URSS (accord de Minsk le 8 ; accords d'Alma-Ata le 21 ; dissolution de l'Union le 25 décembre). Les Forces armées soviétiques deviennent les « Forces armées conjointes de la CEI », avant d'être partagées à partir de 1992 entre les différents nouveaux États souverains en fonction de leur lieu de garnison. Les forces armées de la fédération de Russie sont créées le 7 mai 1992, puis le commandement commun de la CEI est dissous en juin 1993. La 35e armée soviétique devient donc la 35e armée russe, avec des effectifs réduits.
Depuis la réforme de 2010, le district militaire est dispose de cinq grandes unités pour protéger la Sibérie orientale et l'Extrême-Orient russe : de l'ouest vers l'est, la 36e armée (à Oulan-Oudé, au sud du Baïkal), la 29e armée (à Tchita, en Transbaïkalie), la 35e armée (à Belogorsk, sur les rives de l'Amour), la 5e armée (à Oussouriïsk près de Vladivostok, au bord du Pacifique) et le 68e corps d'armée (à Ioujno-Sakhalinsk, sur Sakhaline).

### Composition
La 35e armée comprend en 2018 les unités suivantes :
- 54e brigade de commandement, à Belogorsk ;
- 64e brigade de fusiliers motorisés de la Garde (120 BMP-2, 41 T-72B, 36 BTR-80, 4 BRDM-2, 36 2S3 Akatsiya, 18 2B26 Grad-K, 12 MT-12 Rapira, 12 9P149 Chtourm-S, 12 9A33BM2 Osa, 6 9K34/35 Strela-10 et 6 2S6M Toungouska)[3], à Knyaze-Volonskoe dans le kraï de Khabarovsk ;
- 38e brigade de fusiliers motorisés de la Garde Vitebskaïa (120 BMP-1, 41 T-72B, 36 BTR-80, 4 BRDM-2, 36 2S19 Msta-S, 18 BM-21 Grad, 18 2B11 Sani, 12 MT-12 Rapira, 12 9P148 Konkours-S, 12 9A33BM2 Osa, 6 9K34/35 Strela-10 et 6 ZSU-23-4 Shilka), à Belogorsk ;
- 69e brigade de couverture des cosaques de l'Amour Svirsko-Pomeranskaïa (123 BMP-1, 41 T-72B, 18 2S19 Msta-S, 12 9A33BM2 Osa, 6 9K34/35 Strela-10, 16 ZSU-23-4 Shilka et 18 ZU-23-2), au village de Babstovo dans l'oblast autonome juif ;
- 71e brigade de missiles antiaériens de la Garde (27 9K37-M1 Buk-M1), à Srednebeloye dans l'oblast de l'Amour ;
- 107e brigade de missiles (12 Iskander-M), à Semistochny dans l'oblast autonome juif ;
- 165e brigade d'artillerie de la Garde Prajskaïa (8 BM-27 Ouragan, 18 2S65 Msta-B, 6 MT-12 Rapira et 18 9P149 Shturm-S), à Belogorsk dans l'oblast de l’Amour ;
- 35e régiment de défense NBC (3 TOS-1 Buratino, 18 BMO-T pour RPO-A Chmel, véhicules de reconnaissance chimique, véhicules de décontamination et générateurs de fumée), à Belogorsk ;
- 103e brigade de soutien logistique, à Belogorsk[4].

## Commandants

### Époque soviétique
- Major/Lieutenant-général Iouri Zaroudine (1967 – 1973)
- Lieutenant-général Iouri Potapov (1973 – 1975)
- Major/Lieutenant-général Viatcheslav Doubinine (1976 – 1979)
- Major/Lieutenant-général Ivan Morozov (1982 – 1984)
- Major/Lieutenant-général Fiodor Kouzmine (1984 – 1987)
- Major-général V. I. Kotine (1987 – 1988)
- Lieutenant-général Vladimir Toporov (1988 – 1989)

### Fédération de Russie
- Lieutenant-général Evgeni Vyssotsky (1989 – 1991)
- Lieutenant-général Evgeni Nikolaïevitch Malakhov (1993 – 1996)
- Lieutenant-général Anatoli Mikhaïlovitch Noutrikhine (1996 – 1999)
- Lieutenant-général Alexandre Vladimirovitch Koutikov (1999 – 2002)
- Lieutenant-général Oleg Salioukov (2002 – 2003)
- Lieutenant-général Nikolaï Vassilievitch Bogdanovski (2003 – 2006)
- Lieutenant-général Igor Nikolaïevitch Tourtcheniouk (2006 – 2011)
- Lieutenant-général Sergueï Vitalievitch Solomatine (2011 – 2017)
- Lieutenant-général Sergueï Valerievitch Tchebotariov (2017 – 2020)
- Lieutenant-général Alexandre Santchik (2020 – 2023)
- Lieutenant-général Sergueï Nirkov (2023, en cours)

### Invasion de l'Ukraine par la Russie

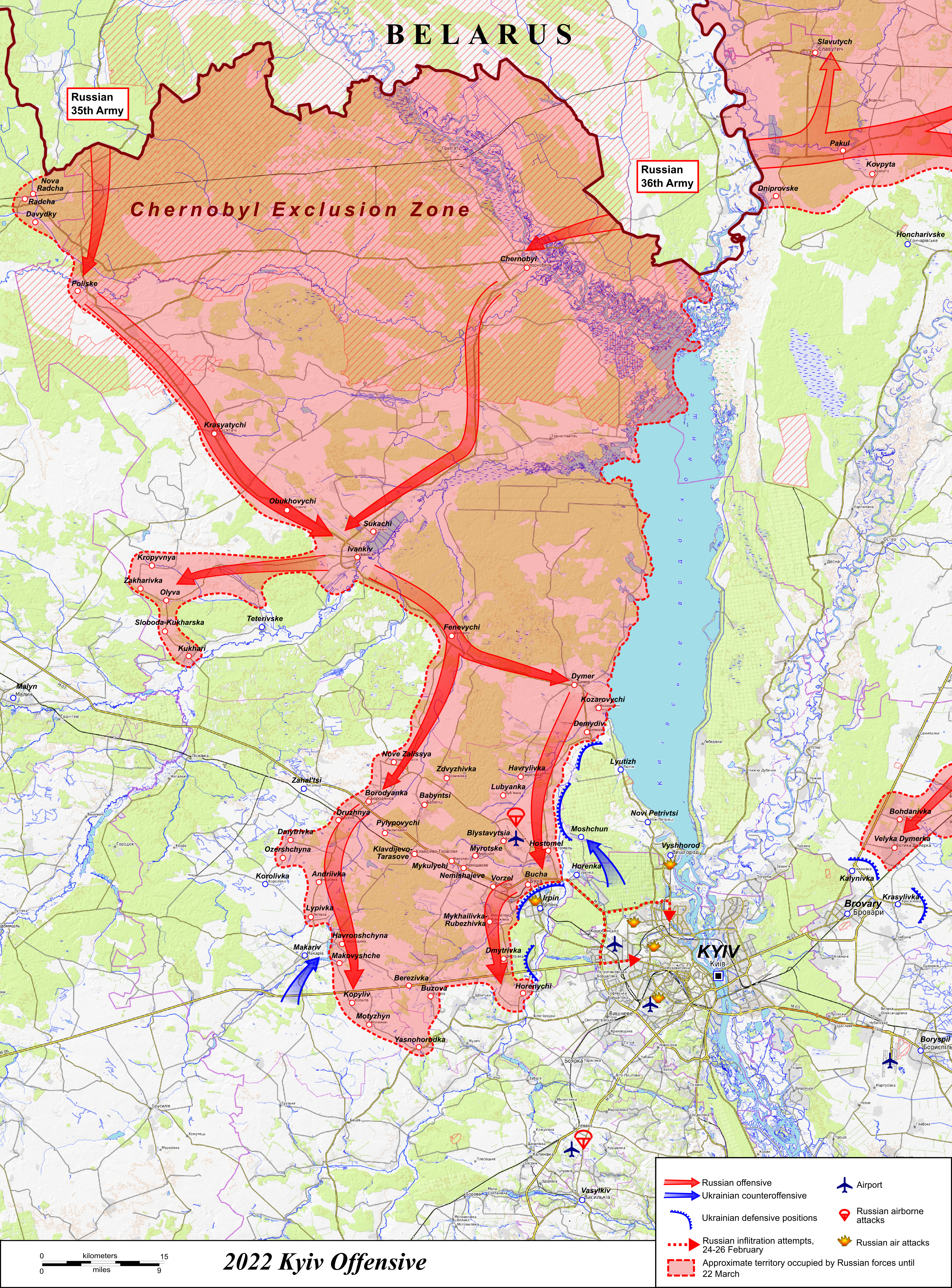
Avancée des forces russes du 24 février 2022- jusqu'à la mi-mars (la à l'ouest, VDV et à l'est).

Dans le contexte de la crise russo-ukrainienne, des unités des 38e, 64e, 69e, 107e et 165e brigades de la 35e armée sont identifiées en Biélorussie (autour de Yelsk, Mazyr et Assipovitchy) en janvier 2022 ; leur déploiement renforce les forces des districts militaires Ouest et Sud, frontaliers de l'Ukraine.
Le 24 février 2022, premier jour de l'invasion de l'Ukraine par la Russie, les unités de pointe de la 35e armée pénètrent sur le territoire ukrainien, en roulant plein sud sur la rive droite du Dniepr, à l'ouest du réservoir de Kiev. La colonne russe passe donc à travers la zone d'exclusion de Tchernobyl, s'emparant au passage la ville fantôme de Prypiat et sa centrale nucléaire, ainsi que Tchernobyl. Fin février et début mars 2022, la 35e armée combinée, regroupant environ huit groupes tactiques de bataillon (BTG), reste en seconde ligne derrière la 36e armée, formant de longs embouteillages. Début mars, les éléments de la 35e sont en soutien des troupes aéroportées utilisées comme infanterie (les 31e et 45e brigades, ainsi que la 98e division), ces dernières engagées à Dymer et Irpin, débouchant sur le nord-ouest de Kyiv.
Le 31 mars, la 69e brigade est localisée à côté de Poliske, tandis que la 64e brigade occupe encore Boutcha. Le lendemain, les unités battent en retraite, évacuant jusqu'en Biélorussie. La frontière près de Prypiat est atteinte par les troupes ukrainiennes le 3 avril. La 64e brigade est accusée d'avoir commis des crimes de guerre sur des civils pendant l'occupation de Boutcha, le service de renseignements du ministère ukrainien de la Défense publiant même le 4 avril la liste des 1 648 membres de ses deux BTG.
Début avril, les forces russes sont retirées du nord de l'Ukraine et de Biélorussie pour être redéployées plus à l'est. Au 12 avril, un BTG de la 38e brigade est identifié près de Velykyï Bourlouk (à l'est de Kharkiv) en réserve en arrière du front, l'état-major de la 35e armée est à Valouïki (en territoire russe, dans l'oblast de Belgorod), tandis que les autres unités, trop touchées pour rester opérationnelles, sont probablement envoyées se faire recompléter. Fin avril, la 38e brigade serait déployée à Tchkalovske (face à Tchouhouïv, à l'est de Kharkiv), la 64e à l'ouest d'Izioum, juste en arrière du front.